# Frost
 For alternative betydninger, se Frost (flertydig). (Se også artikler, som begynder med Frost)
Frost, også kaldt rimfrost eller rim, er iskrystaller der bygges op af frossen fugt på kolde overflader. 
Ordet frost bruges også i dagligtale om temperaturer som er lavere end vands frysepunkt (0°C), og om vejret der fører til sådanne temperaturer. 
Rim dannes når vanddamp i luften går direkte ind i fast form – den såkaldte deposition.
Rim dannes især på ujævne overflader såsom træer, græs, osv., og sjældent på flade overflader.
Der er to betingelser der skal være til stede for, at rim vil opstå:
1. Temperaturen i jorden er lavere end luftens dugpunkt temperatur.
2. Temperaturen på jorden er under frysepunktet i vand. Er temperaturen på jorden over frysepunktet, dannes der dug.

- Wikimedia Commons har flere filer relateret til Frost